# Gossypium sturtianum
Gossypium sturtianum je rostlina z čeledi slézovitých. Je to druh bavlníku pocházející z Austrálie. Je národní květinou Severních teritorií a ve stylizované podobě se objevuje i na jejich vlajce. V roce 1961 byl v Austrálii zvolen jako květina roku.
Je to dřevnatý keř dorůstající výšky 1–2 metry a podobné šířky; dožívá se kolem 10 let. Po většinu roku, nejvíce ale v pozdní zimě, jej zdobí velké, nápadně růžové, fialové nebo bílé květy s pěti korunními plátky, o průměru až 12 cm. Listy jsou při rozdrcení silně aromatické. 
Vyrůstá v písčitých a kamenitých půdách podél vyschlých řečišť, v kaňonech, soutěskách a na skalnatých svazích. Je rostlinou dobře adaptovanou na sucho.